# TextPad
TextPad es un popular editor de texto para la familia de sistemas operativos Microsoft Windows.
La primera versión del programa apareció en 1992. Desde entonces, Helios Software Solutions ha seguido desarrollándolo, aunque no de forma continua. Actualmente (2018) se encuentra en su octava versión (8.1.x).
Entre las características principales se incluyen:
- Posibilidad de configurar el ajuste automático de línea —o el formato de un texto— insertando quiebros de línea en la columna deseada, sin necesidad de usar <Enter>.
- Capacidad para sangrar párrafos y bloques.
- Sangrado automático de código.
- Búsquedas y reemplazos basados en expresiones regulares.
- Búsqueda en múltiples ficheros: usuario especifica la carpeta y tipo de archivo de texto donde buscar, programa entrega un fichero nuevo con el texto o expresión buscada y lista de ficheros donde se encontró lo buscado, y número de línea donde se encontró.
- Grabación de macros para facilitar la transformación de textos y procesamiento.
  - Las características de las macros también permiten búsquedas y reemplazos usando expresiones regulares.
- Acceso con un clic a librerías de símbolos, palabras claves de lenguajes o trozos de texto de uso frecuente (personalizable).
- Resaltado de sintaxis para diversos lenguajes (personalizable).
- Capacidad para llamar a programas externos, tales como compiladores.
- Soporte para archivos tan grandes como permita la memoria RAM.
- Soporte para la edición de múltiples archivos.
- Modalidad de selección de bloque.
- Sincronización del scroll en múltiples ficheros.
- Corrección ortográfica para distintos idiomas.
- Combinaciones de teclas personalizables.
- Posibilidad de establecer configuraciones distintas para tipos de archivo distinto (por ejemplo .txt y .html). El usuario puede crear sus propios tipos de archivo.
- Numeración de líneas
- Autoguardado
- Copia de respaldo
- Proyectos(al abrir un proyecto se abren todos los ficheros asociados).
- Soporte limitado de archivos Unicode (si contienen únicamente caracteres presentes en la página de códigos del sistema).

Existe otro programa llamado WildEdit que es una herramienta interactiva para usuarios avanzados que permite hacer cambios a múltiples archivos dentro de la jerarquía de ficheros.